# Haldorus bradshawi
Haldorus bradshawi är en insektsart som beskrevs av Delong och Thambimuttu 1973. Haldorus bradshawi ingår i släktet Haldorus och familjen dvärgstritar. Inga underarter finns listade i Catalogue of Life.